# 山田修 (経営コンサルタント)
山田 修（やまだ おさむ、1949年 - ）は、経営コンサルタント。
東京都生まれ。学習院中等科、高等科卒、学習院大学文学部国文科卒、同大学院修士課程修了、法政大学大学院博士課程満期満了退学。サンダーバード国際経営大学院でMBAを取得。フォーチュン500企業日本法人社長。有限会社MBA経営代表。インサイトラーニング株式会社副社長。

## 著書
- 『アメリカン・ビジネス・スクール決算記』新潮社 1985
- 『MBA、それからの10年 オレは国際派「企業テクノクラート」をめざす』日本実業出版社 1994
- 『大失業時代に職をみつける もはやリストラがあたりまえになったこれからの心構えと転職術』明日香出版社 1995
- 『華僑 最強の家業経営』日本実業出版社 1996
- 『初めて海外からゲストを迎えるときに読む本 国際ビジネス入門』アルク 1998
- 『タフ・ネゴシエーターの「人を見抜く技術」』講談社 2001
- 『MBA社長の「ロジカル・マネジメント」-私の方法』講談社 2002
- 『「就職人」に告ぐ!!! 就職と人生を考える62の鉄則』プレジデント社 2002
- 『MBA社長の実践「社会人勉強心得帖」』プレジデント社 2003
- 『実践!企業再生52週間プログラム この7つのステップで劇的に変わる』ダイヤモンド社 2003
- 『あなたの会社が買われる日 the M&A volcano』PHP研究所 2006
- 『あなたの会社、誰に継がせますか?売りますか? 事業承継の選択肢と実践』ダイヤモンド社 2007
- 『社長あなたの会社は部長がつぶす!』フォレスト出版 2010
- 『超実践的経営戦略メソッド 6社を再生させたプロ経営者が教える』日本実業出版社 2011
- 『MBA社長は仕事をシンプルに考える 悩まない、くよくよしない、むずかしくしない』マガジンハウス 2012
- 『「雇われ社長」のプロの仕事術 企業再生請負人が実証してきた 「伸ばす社長」の仕事の流儀PRESIDENT』ぱる出版 2012
- 『本当に使える経営戦略・使えない経営戦略 9割の経営者が勘違いしている!』ぱる出版 2013
- 『本当に使える戦略の立て方5つのステップ 「戦略カード」で立案発表・実践が思いのままに』ぱる出版 2014
- 『間違いだらけのビジネス戦略』クロスメディアパブリッシング2015

### 翻訳
- マックス・ボアーズ, スティーブ・チェーン共著『ビッグマック マクドナルドに学ぶ100億ドルビジネスのノウハウ』啓学出版 1987